# Bacon (Familienname)
Bacon ist ein englischer Familienname.

## Namensträger

### A
- Alice Bacon, Baroness Bacon (1909–1993), britische Politikerin
- Alice Bacon (1858–1918), US-amerikanische Autorin
- Anne Cooke Bacon (1528–1610), englische Autorin
- Anthony Bacon (1558–1601), englischer Informant und Staatssekretär
- Augustus Octavius Bacon (1839–1914), US-amerikanischer Politiker

### C
- Charles Bacon (1885–1968), US-amerikanischer Leichtathlet
- Chris Bacon (Judoka) (* 1969), australischer Judoka
- Chris Bacon (Filmkomponist) (* 1977), US-amerikanischer Filmkomponist
- Chris Bacon (Badminton) (fl. 1980), Badmintonspieler
- Clara Latimer Bacon (1866–1948), US-amerikanische Mathematikerin

### D
- Daisy Bacon (1898–1986), US-amerikanische Redakteurin
- David William Bacon (1815–1874), Bischof von Portland, Maine
- Delia Bacon (1811–1859), US-amerikanische Lehrerin und Buchautorin
- Don Bacon (* 1963). US-amerikanischer General und Politiker

### E
- Edgar Bacon (1887–??), britischer Ringer
- Edmund Bacon (1910–2005), US-amerikanischer Architekt, Stadtplaner und Autor
- Ernest Bacon (Ringer) (1893–1966), britischer Ringer
- Ernest Bacon (Fußballspieler) (1896–1972), englischer Fußballspieler
- Ernst Bacon (1898–1990), US-amerikanischer Komponist, Dirigent, Pianist und Musikpädagoge
- Ezekiel Bacon (1776–1870), US-amerikanischer Politiker

### F
- Francis Bacon (1561–1626), englischer Philosoph, Jurist, Staatsmann und Naturwissenschaftler
- Francis Bacon (Maler) (1909–1992), irischer Maler
- Francis Thomas Bacon (1904–1992), englischer Ingenieur

### G
- Gaspar G. Bacon (1886–1947), US-amerikanischer Politiker

### H
- Helen Bacon (1919–2007), US-amerikanische Klassische Philologin
- Henry Bacon (Maler) (1839–1912), US-amerikanischer Maler
- Henry Bacon (Politiker) (1846–1915), US-amerikanischer Jurist und Politiker
- Henry Bacon (Architekt) (1866–1924), US-amerikanischer Architekt

### I
- Irving Bacon (1893–1965), US-amerikanischer Schauspieler

### J
- James Bacon (1914–2010), US-amerikanischer Schauspieler und Kolumnist
- James P. Bacon (1939–1986), US-amerikanischer Herpetologe, Ökologe und Manager
- Jaylen Bacon (* 1996), US-amerikanischer Sprinter
- Jehuda Bacon (* 1929), israelischer Künstler und Hochschullehrer
- Jeremy Bacon (1959–2024), US-amerikanischer Jazzmusiker
- Jim Bacon (1950–2004), australischer Politiker
- John Bacon (Theologe) († 1346), englischer Theologe
- John Bacon (Politiker) (1738–1820), US-amerikanischer Politiker
- John Bacon der Ältere (1740–1799), britischer Bildhauer
- John Bacon der Jüngere (1777–1859), britischer Bildhauer
- John Bacon (Fußballspieler) (* 1973), irischer Fußballspieler
- John Lement Bacon (1862–1909), US-amerikanischer Politiker
- John Mackenzie Bacon (1846–1904), britischer Astronom
- Josef Bacon (1857–1941), deutscher Sozialwissenschaftler
- Joséphine Bacon (* 1947), kanadische Schriftstellerin, Übersetzerin und Regisseurin
- June Bacon-Bercey (1928–2019), US-amerikanische Meteorologin

### K
- Kevin Bacon (Reiter) (1932–2020), australischer Springreiter
- Kevin Bacon (* 1958), US-amerikanischer Schauspieler

### L
- Leonard Bacon (1887–1954), US-amerikanischer Dichter, Übersetzer und Literaturkritiker
- Lise Bacon (* 1934), kanadische Politikerin
- Lloyd Bacon (1889–1955), US-amerikanischer Schauspieler und Regisseur
- Louis Bacon (Musiker) (1904–1967), US-amerikanischer Jazz-Trompeter und Sänger
- Louis Moore Bacon (* 1956), US-amerikanischer Unternehmer und Fondsmanager
- Lucy Bacon (1857–1932), US-amerikanische Malerin

### M
- Mark R. Bacon (1852–1941), US-amerikanischer Politiker
- Max Bacon (Schauspieler) (1906–1969), britischer Schauspieler
- Max Bacon (Musiker), britischer Rocksänger
- Max E. Bacon (* 1941), US-amerikanischer Politiker und Jurist

### N
- Nathaniel Bacon (1647–1676), britischer Rebell, siehe Bacon’s Rebellion #Nathaniel Bacon
- Nicholas Bacon (1510–1579), englischer Jurist und Lordsiegelbewahrer

### P
- Paul Bacon (Politiker) (1907–1999), französischer Gewerkschafter und Politiker
- Paul Bacon (1923–2015), US-amerikanischer Grafikdesigner, Jazzautor und Sänger
- Phoebe Bacon (* 2002), US-amerikanische Schwimmerin

### R
- Reginald Bacon (1863–1947), Admiral der Royal Navy
- Rick Bacon (* 1955), kanadischer Volleyballspieler
- Robert Bacon (Politiker, 1860) (1860–1919), US-amerikanischer Politiker, Diplomat und Außenminister
- Robert Bacon (* 1935), US-amerikanischer Politiker (Colorado), siehe Bob Bacon
- Robert Bacon (Politiker, 1955) (* 1955), US-amerikanischer Politiker (Iowa)
- Robert L. Bacon (1884–1938), US-amerikanischer Politiker
- Roger Bacon (um 1219–um 1293), englischer Franziskaner und Philosoph
- Romain Bacon (* 1990), französischer Radrennfahrer

### S
- Sarah Bacon (* 1996), US-amerikanische Wasserspringerin
- Sosie Bacon (* 1992), US-amerikanische Schauspielerin
- Stanley Bacon (1885–1952), britischer Ringer

### W
- Walter W. Bacon (1879–1962), US-amerikanischer Politiker
- William J. Bacon (1803–1889), US-amerikanischer Politiker